# Eye of Providence
Eye of Providence es el cuarto álbum de estudio de la banda de death metal melódico canadiense The Agonist. Fue lanzado el 23 de febrero en Europa y 24 de febrero de 2015 en América del Norte a través de Century Media Records y fue producido por el productor de los álbumes anteriores, Christian Donaldson. Este es el primer álbum de estudio que cuenta con la participación de la nueva vocalista Vicky Psarakis después de la salida de la fundadora y vocalista original Alissa White-Gluz.
Originalmente la banda había anunciado el 9 de julio de 2014 que el lanzamiento del álbum sería el 10 de noviembre de 2014 en Europa y el 11 de noviembre en América del Norte, pero posteriormente fueron aplazadas para el 23 y 24 de febrero.

## Lista de canciones
Todas las canciones escritas y compuestas por The Agonist. 
| N.º   | Título                    | Duración |  |
| 1.    | «Gates of Horn and Ivory» | 3:25     |  |
| 2.    | «My Witness, Your Victim» | 4:47     |  |
| 3.    | «Danse Macabre»           | 4:01     |  |
| 4.    | «I Endeavor»              | 4:08     |  |
| 5.    | «Faceless Messenger»      | 5:00     |  |
| 6.    | «Perpetual Notion»        | 4:34     |  |
| 7.    | «A Necessary Evil»        | 3:44     |  |
| 8.    | «Architects Hallucinate»  | 4:30     |  |
| 9.    | «Disconnect Me»           | 3:32     |  |
| 10.   | «The Perfect Embodiment»  | 5:13     |  |
| 11.   | «A Gentle Disease»        | 3:45     |  |
| 12.   | «Follow the Crossed Line» | 4:11     |  |
| 13.   | «As Above, So Below»      | 7:55     |  |
| 58:45 |                           |          |  |

## Créditos

### Músicos
- Vicky Psarakis – Voz
- Danny Marino – Guitarra
- Pascal "Paco" Jobin – Guitarra
- Chris Kells – Bajo y coros
- Simon McKay – Batería

### Producción
- Christian Donaldson - productor